# Van Halen III
Van Halen III – jedenasty album Van Halen wydany 1998. Samma Hagara na wokalu zastąpił Gary Cherone.

## Lista utworów
1. "Neworld" – 1:45
2. "Without You" – 6:30
3. "One I Want" – 5:30
4. "From Afar" – 5:24
5. "Dirty Water Dog" – 5:27
6. "Once" – 7:42
7. "Fire in the Hole" – 5:31
8. "Josephina" – 5:42
9. "Year to the Day" – 8:34
10. "Primary" – 1:27
11. "Ballot or the Bullet" – 5:42
12. "How Many Say I" – 6:04

## Twórcy
- Gary Cherone – wokal
- Eddie Van Halen – gitara, keyboard, wokal, gitara basowa, produkcja, inżynieria
- Michael Anthony – gitara basowa, wokal
- Alex Van Halen – perkusja, instrumenty perkusyjne
- Matthew Bruck – gitara
- Mike Post – keyboard
- Mike Post - produkcja
- Erwin Musper - inżynieria dźwięku
- The Edward - miksowanie, mastering
- Robbes - miksowanie, mastering
- Eddy Schreyer - mastering
- Florian Ammon - programowanie
- Ian Dye - programowanie
- Ed Rogers - programowanie
- Paul Wight - programowanie
- Stine Schyberg - dyrektor artystyczny
- Dan Chavkin - zdjęcia